# 矢花黎
矢花 黎（やばな れい、2000年8月10日 - ）は、日本のアイドル、歌手、俳優。ジュニア内男性アイドルグループ・B&ZAIのメンバー。
東京都出身。STARTO ENTERTAINMENT所属。

## 来歴
叔母がジャニーズが好きで履歴書を送り、2011年からオーディションに参加。その後もオーディションに呼ばれ、最終的に4回参加しているが、入所日は2011年2月6日としている。
2018年12月6日から上演された『JOHNNYS' King & Prince IsLAND』より7 MEN 侍のメンバーとして出演。
2021年6月19日から上演された舞台「モボ朗読劇『二十面相』〜遠藤平吉って誰？〜」で舞台初出演で初主演をつとめる。
2023年6月28日からテレビ東京で放送のドラマチューズ!『なれの果ての僕ら』で連続ドラマに初出演する。
2024年2月16日から毎日放送で放送のドラマシャワー『マイストロベリーフィルム』で深田竜生、田鍋梨々花、吉田美月喜とクワトロ主演を務め、連続ドラマに初主演する。
2025年2月16日に7 MEN 侍が事実上の解散。ジュニア内新グループ・B&ZAIの結成が発表され、メンバーに選ばれる。

## 人物
2021年10月9日時点で音大生であり、ギター・ベースを専門に学んでいることを明かしていたが、2024年に卒業した。グループ内ではベースを担当しているが、楽器を広く扱うことができ、公式プロフィールにおける特技には、ベースのほか、ドラム・ギター・キーボード・ブルースハープが挙げられている。この特技を活かし、ジャニーズJr.公式サイト上でwoofer887名義での1人で複数の楽器を担当した演奏動画を公開している。
妹がいる。

## 出演
個人での出演のみ記載。グループとしての出演は7 MEN 侍#出演、B&ZAIを参照。

### テレビ番組
- 痛快TV スカッとジャパン 第233回 《あっという間スカッと》「ガラの悪い高校生たちがまさかの神対応」（2021年3月1日、フジテレビ）[14]
- NHK短歌（2022年4月 - 2023年3月5日、NHK Eテレ）[15][注 1][18]
- 超多様性トークショー!なれそめ（2023年4月7日 - 9月22日、NHK Eテレ / 10月2日 - 12月11日、NHK総合） - 週替わりレギュラー[19]

### テレビドラマ
- なれの果ての僕ら（2023年6月28日 - 9月13日、テレビ東京） - 水野カイト 役[20]
- マイストロベリーフィルム（2024年2月16日 - 4月5日、毎日放送） - 主演・遠山光 役（深田竜生・田鍋梨々花・吉田美月喜とクワトロ主演）[21]

### 配信ドラマ
- ミッドナイト屋台2〜ル・モンドゥ〜　第2話 - （2025年8月7日 - 予定、Lemino） - 藤間渉 役[22]

### 舞台
- モボ朗読劇『二十面相』〜遠藤平吉って誰？〜（2021年6月19日 - 27日、品川プリンスホテル ステラボール） - 主演・明智小五郎 役[5][23]
- ガーすけと桜の子（2023年3月3日 - 5日、COOL JAPAN PARK OSAKA TTホール / 3月10日 - 19日、草月ホール） - 主演・四季龍之介 役[24][25]

## 作品
- BANANA（作曲：矢花黎）- JASRAC作品コード：501-8858-5（7 MEN 侍名義曲）